# Khosrov Ier d'Arménie
Khosrov Ier d’Arménie (en arménien Խոսրով Ա) est un roi d’Arménie de la dynastie des Arsacides ayant régné de 191 à 216/217 selon la chronologie rectifiée de Cyrille Toumanoff.

## Biographie
Cyrille Toumanoff considère en effet que si Khosrov Ier d'Arménie est bien le fils du roi Vologèse II d'Arménie, il assimile celui-ci au « Grand-Roi » des Parthes Vologèse V.
Khosrov Ier aurait dans cette hypothèse succédé à son père sur le trône d’Arménie lors de l’accession de ce dernier à la royauté des Parthes.
Toujours dans ce même contexte, Khosrov Ier aurait régné sur l’Arménie sous l’obédience iranienne comme vassal de son père Vologèse V puis de ses frères Vologèse VI et Artaban V, sauf pendant la période 197-200 pendant laquelle il aurait reconnu la suprématie de l’Empire romain pendant l’expédition orientale de Septime Sévère.

## Controverse
René Grousset, s’appuyant sur les historiens anciens de l’Arménie (Agathange, suivi par Moïse de Khorène), identifie quant à lui ce roi avec Tiridate II (selon lui « assassiné vers 238 ou plus tard ? »), dont il fait le père de Tiridate III, premier roi chrétien de l’Arménie mort vers 330 soit 92 ans après.
Cyrille Toumanoff considère que  cette tradition occulte plusieurs générations et plusieurs souverains, et que les successeurs de Vologèse II furent : Khosrov Ier son fils, Tiridate II, les deux fils de ce dernier, Khosrov II et Tiridate III, puis enfin Tiridate IV.
Plus récemment, Christian Settipani, qui ne reconnaît pas en Vologèse V un roi d'Arménie mais seulement un Grand-Roi des Parthes, envisage également une succession de trois rois d'Arménie après son fils cadet Khosrov Ier : Tiridate II, Khosrov II et enfin Tiridate III, mort en 338.